# Eva-Marie Håkansson
Eva-Marie Gunilla Håkansson, nach Heirat Eva-Marie Paiment (* 7. Oktober 1960 in Ljungby), ist eine ehemalige schwedische Schwimmerin. Sie gewann bei Europameisterschaften eine Bronzemedaille.

## Sportliche Karriere
Die 1,73 Meter große Eva-Marie Håkansson schwamm für Kristianstads SLS.
1977 war Schweden Gastgeberland der Europameisterschaften in Jönköping. Eva-Marie Håkansson trat über beide Distanzen im Brustschwimmen an. Über 200 Meter Brust siegte Julija Bogdanowa aus der Sowjetunion vor der Dänin Susanne Nielsson. 2,71 Sekunden hinter der Dänin schlug Håkansson als Dritte an und gewann die Bronzemedaille mit 0,74 Sekunden Vorsprung auf die Viertplatzierte Petra Gose aus der DDR. Vier Tage später wurde Håkansson Sechste über 100 Meter Brust, sie hatte 0,42 Sekunden Rückstand auf die Drittplatzierte.
Bei den Weltmeisterschaften 1978 in West-Berlin erreichte die schwedische 4-mal-100-Meter-Lagenstaffel mit Tina Gustafsson, Eva-Marie Håkansson, Agneta Mårtensson und Birgitta Jönsson das Finale und belegte den siebten Platz. Über 100 Meter Brust wurde Håkansson Fünfte mit 0,59 Sekunden Rückstand auf die Drittplatzierte.
Zwei Jahre später bei den Olympischen Spielen 1980 in Moskau belegten Annika Uvehall, Eva-Marie Håkansson, Agneta Mårtensson und Tina Gustafsson den vierten Platz in der Lagenstaffel, wobei sie über drei Sekunden Rückstand auf das drittplatzierte Quartett aus der Sowjetunion hatten. Über 200 Meter Brust verfehlte Håkansson als Vorlaufneunte den Finaleinzug um 0,22 Sekunden. Tags darauf wurde Håkansson Fünfte über 100 Meter Brust mit 0,56 Sekunden Rückstand auf die Gewinnerin der Bronzemedaille.
Ebenfalls Fünfte über 100 Meter Brust wurde Eva-Marie Håkansson bei den Europameisterschaften 1981 in Split, diesmal hatte sie allerdings über eine Sekunde Rückstand auf den dritten Platz. Drei Jahre später nahm sie auch bei den Olympischen Spielen 1984 in Los Angeles am Wettbewerb über 100 Meter Brust teil, wurde wieder Fünfte und hatte 0,44 Sekunden Rückstand auf Bronze. Die Lagenstaffel mit Anna-Karin Eriksson, Eva-Marie Håkansson, Agneta Eriksson und Maria Kardum erreichte das Finale mit der sechstbesten Zeit. Im Finale wurde die Staffel disqualifiziert.